# Auscultadores
Auscultadores (português europeu) ou fones de ouvido (português brasileiro), chamados ainda de auriculares e headphones (palavra que tinha a grafia head-phones" nos primeiros dias da rádio e televisão; e que na atualidade é frequentemente referida através da abreviatura "fones"), são pares de pequenos altifalantes (altifalante (português europeu) ou alto-falante (português brasileiro)) usados sobre as orelhas ou no canal auditivo. A sua finalidade é proporcionar uma audição privada, minimizar a interferência de outros sons presentes no mesmo espaço, ou simplesmente constituir uma alternativa quando não se puder ouvir som por caixas acústicas.

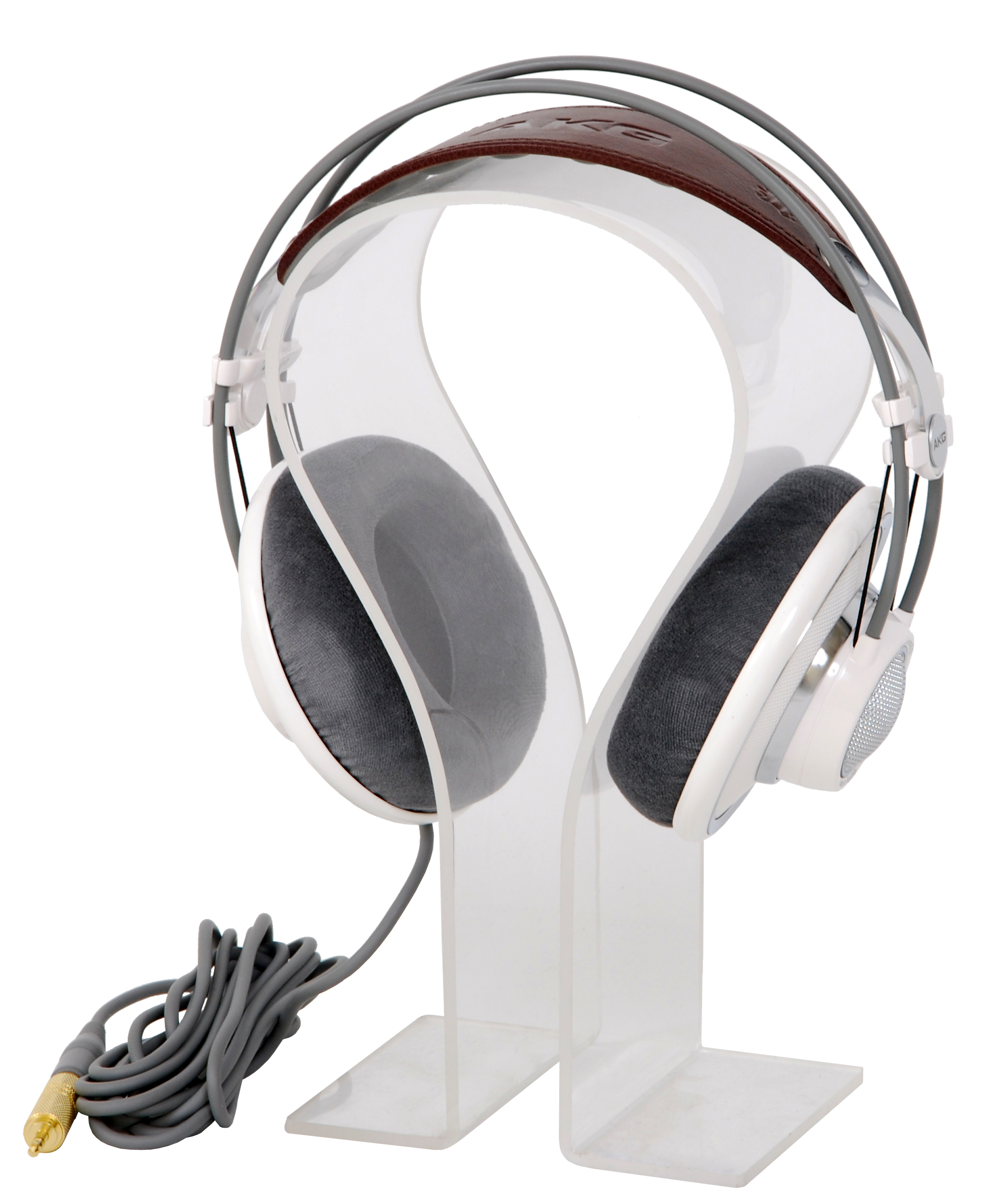
Auscultadores em suporte

Podem ser categorizados em headphones (apoiados na cabeça) e earphones (apoiados nas orelhas); e os seus tipos principais são o circumaural (que circunda a orelha), o supra-aural (colocado sobre a orelha), o auricular (colocado na concha do ouvido externo) e o intra-auricular (colocado no canal auditivo).

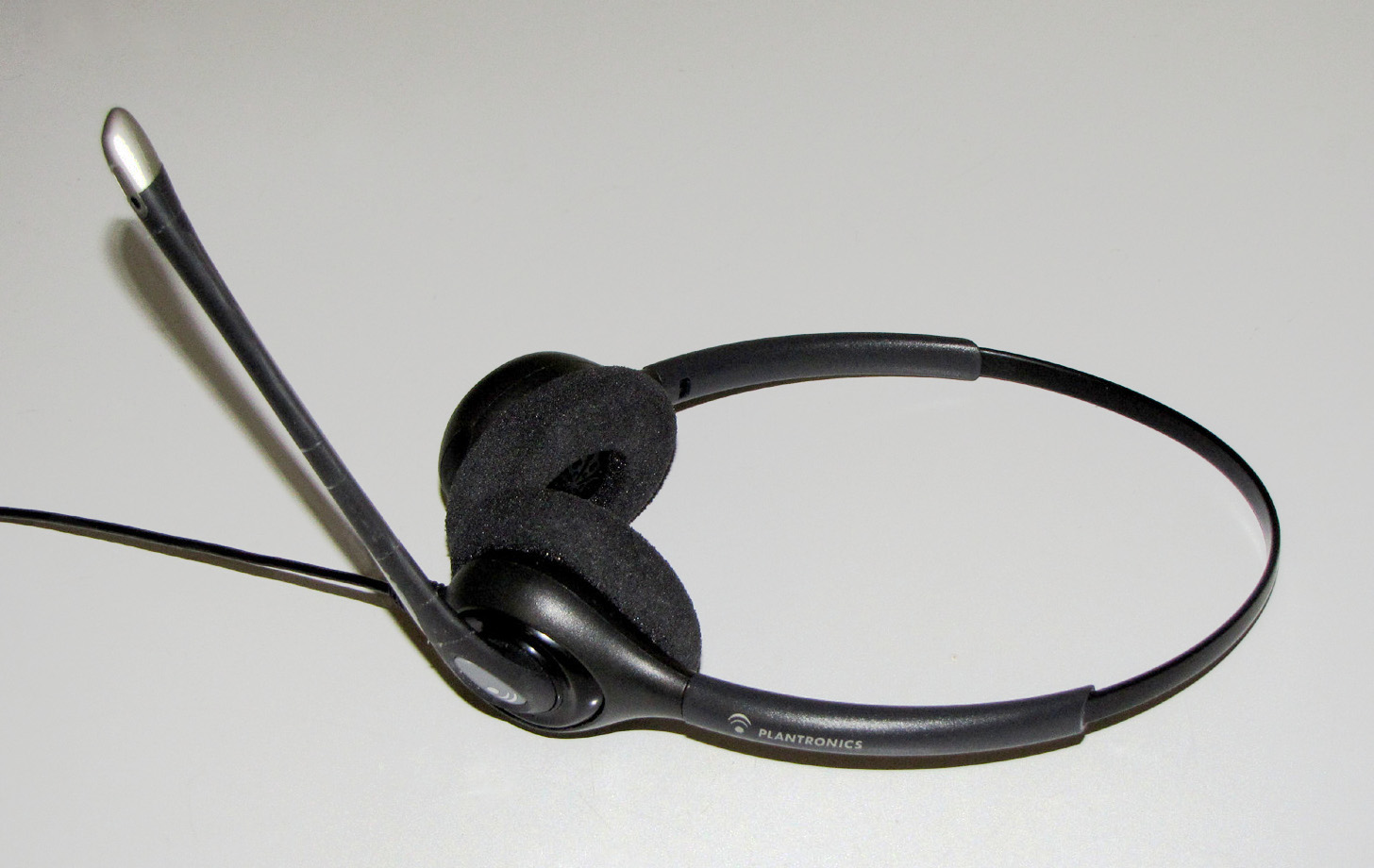
Um exemplo típico de headset usado para chat por voz.

Num contexto de telecomunicação, um headset é uma combinação de auscultadores e microfone.
Os auscultadores podem estar ligados a uma fonte de sinal de áudio por fio, frequentemente através de um conector TRS de 3,5mm; ou sem fio, via Bluetooth ou outra tecnologia de rádio.

## Tipos
O tamanho dos auscultadores leva à escolha entre fidelidade sonora e portabilidade. De uma maneira geral, os auscultadores podem ser divididos nos tipos: circumaural (over-ear, em torno da orelha), supra-aural (on-ear, sobre a orelha), auricular (earbud, gomo de orelha), e intra-auricular (in-ear, dentro da orelha).

### Headphone
O termo headphone (literalmente fone de cabeça, em inglês) refere-se a fones construídos para se apoiarem na cabeça e emitirem som sobre a orelha. Muito do seu peso é suportado pela bandolete que assenta sobre a cabeça, e suas variedades podem ser fechados (closed-back), abertos (open-back) ou semi-abertos (semi-open-back), consoante são pensados para bloquear o som externo ou deixar passá-lo (todo ou em parte), respectivamente.
Os materiais de que são feitas as almofadas de alguns headphones foram desenvolvidos para garantir conforto às orelhas das pessoas que os usam, para assim não sentirem dores físicas ou até lesões. No entanto, certos tipos de material podem vir a degradar depois de um tempo e desmanchar na orelha. Todavia, apenas a parte que preenche a casca da almofada é aquela que se desmancha. Outra versatilidade dos headphones é a capacidade de alguns modelos de se retrair, para assim compensar a portabilidade, que é atrapalhada pelo seu tamanho.

#### Circumaural

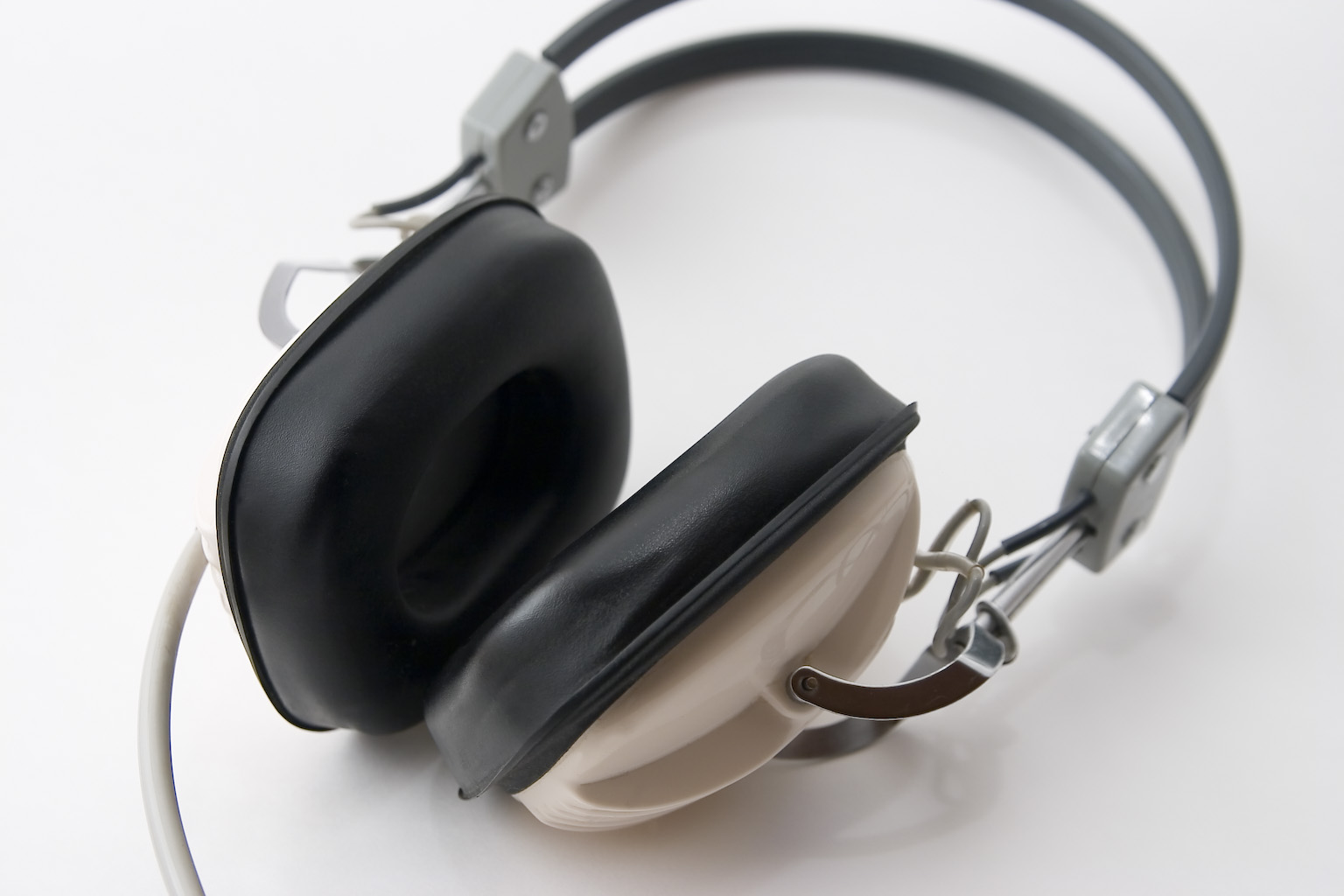
Auscultadores circumaurais, projetados para circundar toda a orelha.

Os auscultadores circumaurais ou over-ear (do inglês, "em torno da orelha") são um tipo de auscultadores extra-auriculares ou on-ear (do inglês, "fora da orelha"). Estes têm grandes apoios de espuma e são feitos para assentar em torno de toda a orelha.

#### Supra-aural

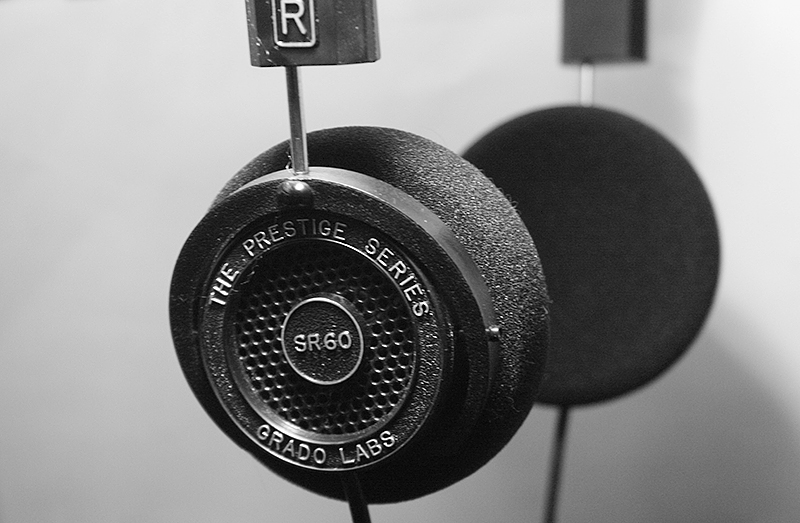
Um par de auscultadores supra-aurais

Os auscultadores supra-aurais ou on-ear (do inglês, "sobre a orelha") são um tipo de auscultadores extra-auriculares ou on-ear (do inglês, "fora da orelha"), que possuem apoios que assentam sobre a orelha, resultando num menor isolamento do som externo e podendo, em alguns, causar desconforto após uso prolongado.

### Earphone
O termo earphone (do inglês, "fone de orelha" ou "fone de ouvido") refere-se a auscultadores intra-auriculares, que são fones construídos para encaixarem-se na orelha e emitirem som diretamente no canal auditivo, sem interação do som com o pavilhão da orelha. São pequenos e portáteis.

#### Auricular

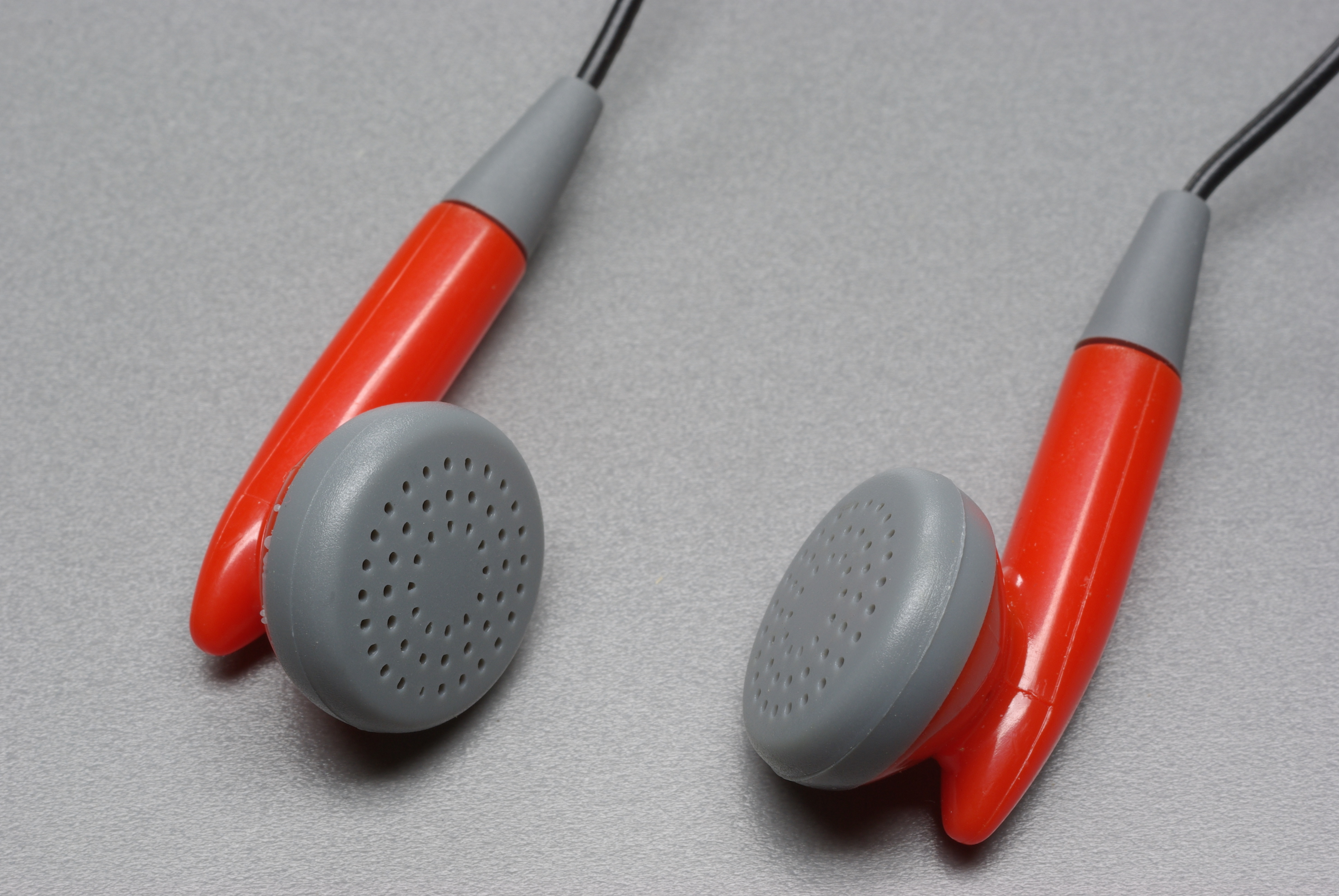
Auriculares (earbuds) suportados no ouvido externo.

Os auscultadores auriculares ou earbuds (do inglês, "gomo de orelha") são o tipo mais comum de fones; e são frequentemente incluídos com dispositivos de áudio e telefones celulares, devido ao seu custo reduzido. São colocados na concha do ouvido externo, externamente à entrada do canal auditivo, virados para ela.

#### Intra-auricular

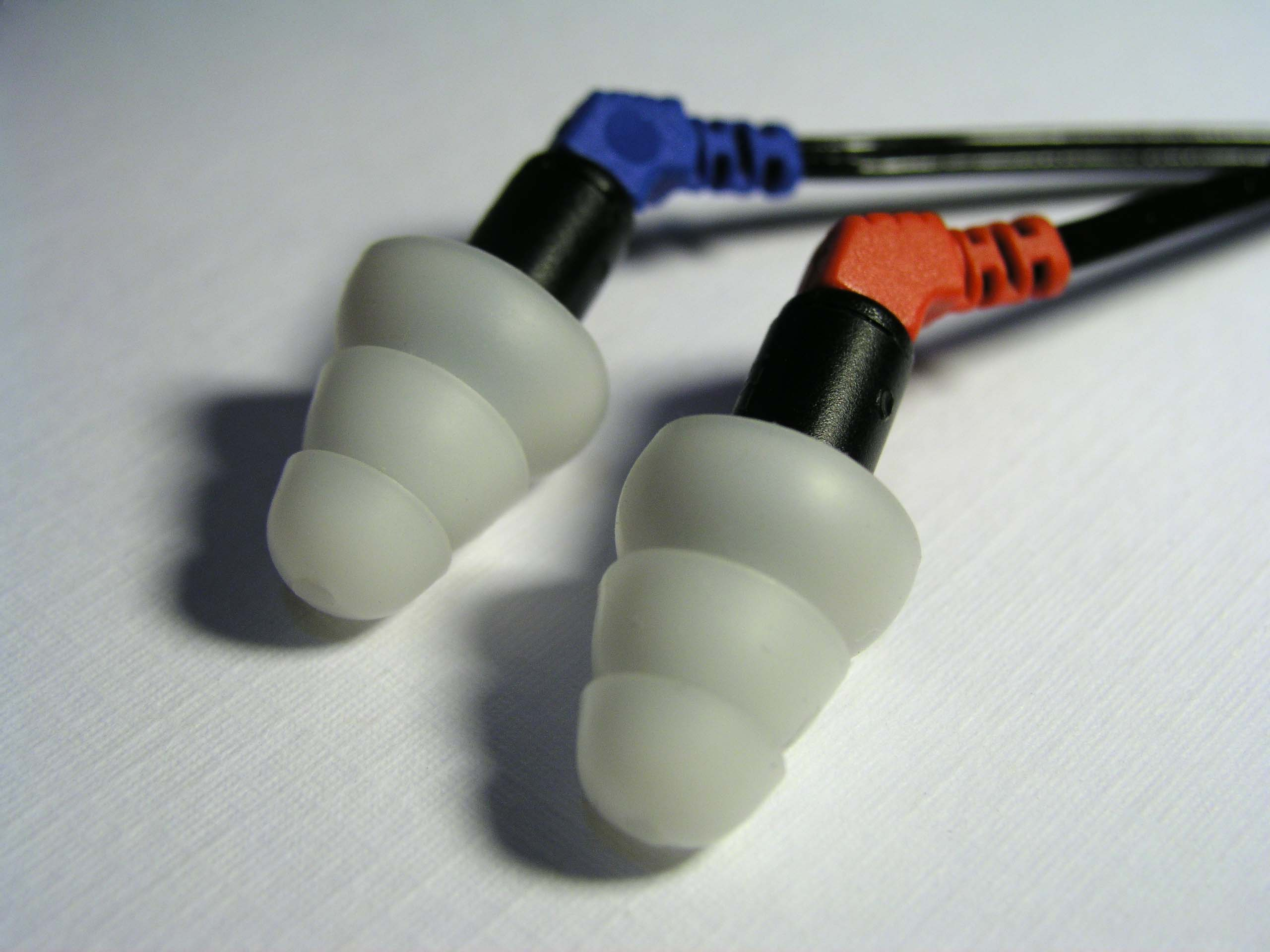
Intra-auriculares são inseridos no canal auditivo, barrando os sons externos.

Os auscultadores intra-auriculares ou in-ear (do inglês, "dentro da orelha"), às vezes também chamados de auscultadores intra-canal ou canalphones (do inglês, "fone de canal"), são inseridos no canal auditivo de modo a proporcionar um melhor isolamento acústico. São, em geral, melhores que os earbuds em qualidade sonora; e seu isolamento é ideal para obter retorno sonoro claro e livre de interferências em apresentações musicais, mas podem não ser adequados quando o indivíduo precisa estar atento ao ambiente, como por exemplo ao praticar esportes na rua.

## Precauções
É de grande importância que os usuários de auscultadores não se exponham por mais de 30 minutos a um ruído de 100 dB. Hoje nos iPods, com seus earphones poderosos, chega-se até a 115 dB. Vale lembrar que a partir dos 80 dB, a cada 5 dB adicionais, tira-se pela metade o tempo de exposição. Partindo-se de 16 horas com 80 dB, pode-se calcular o quanto poderá ser prejudicial. A exposição constante ao ruído pode causar perda auditiva com surdez e tinido (zumbido nos ouvidos).[carece de fontes?]
Usuários de auscultadores que ouvem música em alto volume por mais de uma hora diariamente expõem-se ao risco de diminuição permanente da capacidade auditiva após cinco anos.
Auriculares para telefone
Comunicar-se diariamente por telefone faz parte do dia a dia de muitas pessoas; e à longo prazo, os problemas de coluna surgem. Os auriculares oferecem aos profissionais mais comodidade e liberdade, e ainda, ajudam a prevenir problemas de coluna graves.
Ao usar os auscultadores, poderá se adotar uma postura correta e confortável, e ainda dispor das mãos livres para executar outras tarefas em simultâneo. Estes equipamentos oferecem ao utilizador um melhor rendimento e maior produtividade na sua jornada laboral.
Existe a versão Duoset ou Monoaural, dependendo das necessidades de cada utilizador. Os auscultadores Duo são aconselhados para profissionais que trabalham em locais ruidosos e necessitam estar concentrados nas conversas telefónicas. Por outro lado, os Mono são úteis para os profissionais que têm de estar atentos ao meio envolvente e à conversa telefónica ao mesmo tempo.

## Problemas auditivos
O uso impróprio dos auscultadores - ou conhecidos socialmente como fones de ouvido - , podem trazer prejuízos auditivos para o ser humano. Quanto aos otorrinolaringologistas, profissionais que dedicam seus estudos no cuidado e no tratamento da orelha, apresentam pesquisas que afirmam que a Perda Auditiva Induzida por Ruído (PAIR), dentro de alguns anos, será comum nessa nova geração.[carece de fontes?] Pela recomendação da Sociedade de Otorrinolaringologia do Estado de Pernambuco (Soespe), 1 hora é o tempo máximo que o equipamento deve ser usado, enquanto o volume nunca deve ser ultrapassado de 80% da capacidade do aparelho. Mas para os indivíduos que necessitam do uso deles para trabalhar, por exemplo, além de intercalar o período de uso, outra dica é escolher o tipo de equipamento adequado. A sugestão seria de optar pelos fones externos, conhecidos como headphones, além dos intra-auriculares.